# Carcelia caudata
Carcelia caudata là một loài ruồi trong họ Tachinidae.